# Eugen Johann Christoph Esper
Eugen Johann Christoph Esper (2 juni 1742 - 27 juli 1810) was een Duits zoöloog en botanicus. Hij is bekend als entomoloog. Hij was hoogleraar aan de Universiteit van Erlangen.
Esper studeerde aanvankelijk theologie, maar verlegde zijn terrein naar de natuurlijke historie. In 1781 promoveerde hij met het proefschrift De varietatibus specierum in naturæ productis in de filosofie. In 1782 werd hij bijzonder hoogleraar aan de universiteit van Erlangen, vanaf 1797 volwaardig hoogleraar in de filosofie, en vanaf 1805 kreeg hij de leiding over de faculteit. Hij was verantwoordelijk voor het aanleggen van een grote collectie planten, dieren en mineralen bij de universiteit, met name insecten.
Esper is de eerste geweest die de paleopathologie ter hand nam.

## Werken
- Die Schmetterlinge in Abbildungen nach der Natur mit Beschreibungen. Walther & Weigel, Erlangen, Leipzig 1777–1839 post mortem
- De varietatibus specierum in naturæ productis. Erlangen 1781.
- Ad audiendam orationem. Erlangen 1783.
- Naturgeschichte im Auszuge des Linneischen Systems, mit Erklärung der Kunstwörter. Nürnberg 1784.
- Die Pflanzenthiere in Abbildungen nach der Natur, mit Farben erleuchtet, nebst Beschreibungen. Raspe, Nürnberg 1791–1830 post mortem
- Icones fucorum. ... Abbildungen der Tange. Raspe, Nürnberg 1797–1818 p.m.
- Lehrbuch der Mineralogie. Palm, Erlangen 1810.

- Author citation (botany): Esper
- CiNii: DA16858389
- Stuttgart Database of Scientific Illustrators 1450–1950: 1702
- Gemeinsame Normdatei: 116574852
- International Standard Name Identifier: 0000 0000 9677 2160
- Library of Congress Control Number: nr89018154
- Nationale Bibliotheek van Tsjechië: mzk2009511368
- Nationale Bibliotheek van Israël: 987007304691405171
- Nederlandse Thesaurus van Auteursnamen: 069954615
- Réseau des bibliothèques de Suisse occidentale: 02-A006253594
- Système universitaire de documentation: 158815165
- Virtual International Authority File: 72148709
- WorldCat: E39PBJwRVywjQRWwqBj6PfvCQq